# Löwen-Dijle-Kanal

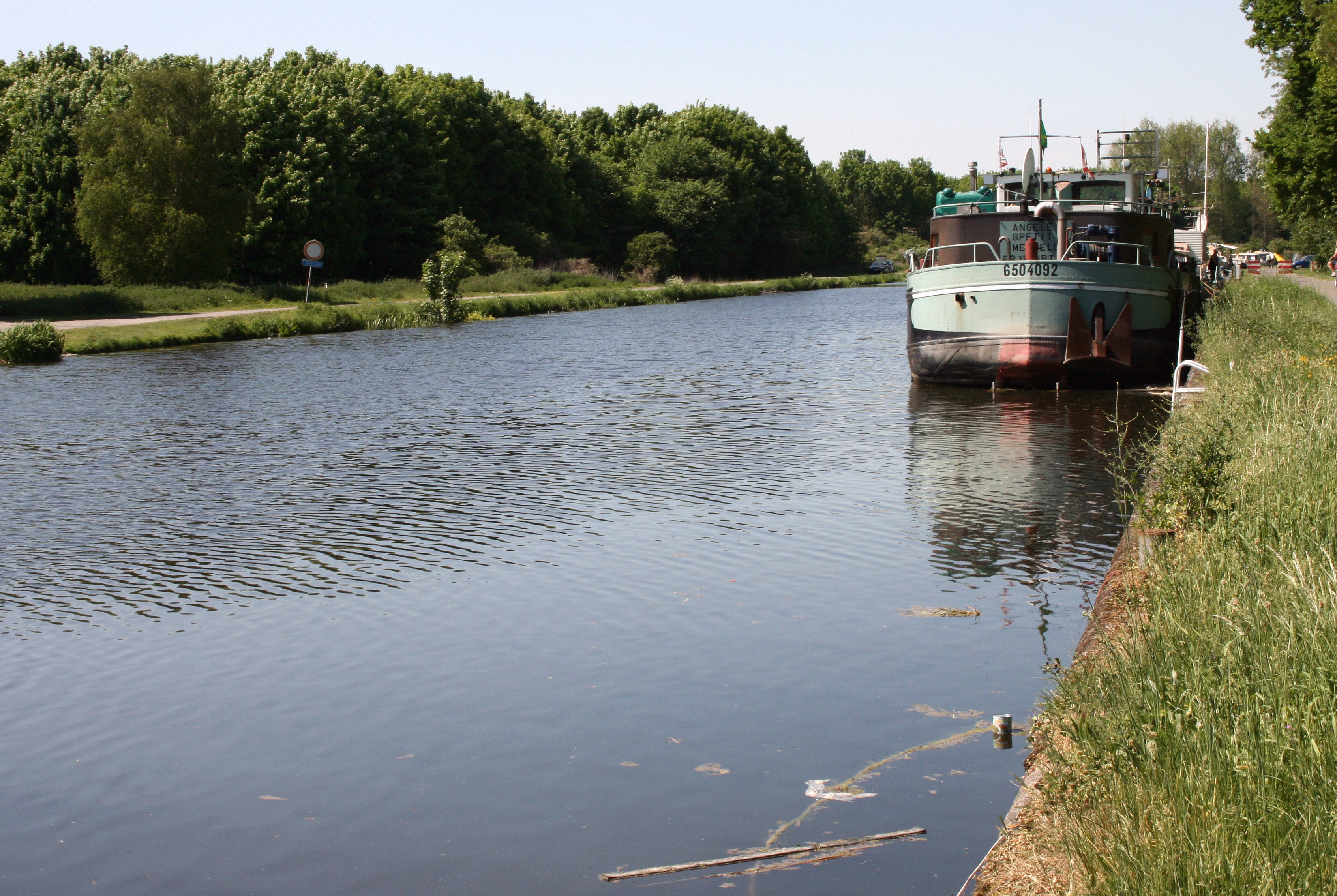
Löwen-Dijle-Kanal zwischen Mechelen und Zennegat

Der Dijle-Löwen-Kanal (ehemals Canal de Louvain) ist ein Kanal in Belgien von geringer Größe (Klasse II, 600 Tonnen). Er verbindet Löwen mit dem schiffbaren Teil der Dijle.

## Geschichte
Der Kanal wurde 1750 für eine Brauerei in Löwen gebaut. Sein ursprünglicher Name im Niederländischen ist Leuvense Vaart, was „Löwener Kanal“ bedeutete. Er ist damit der älteste Kanal in Belgien.

## Geographie
Der Kanal hat eine Länge von 30 km und fünf Schleusen. Er läuft an der Stadt Mechelen vorbei.